# Český statistický úřad

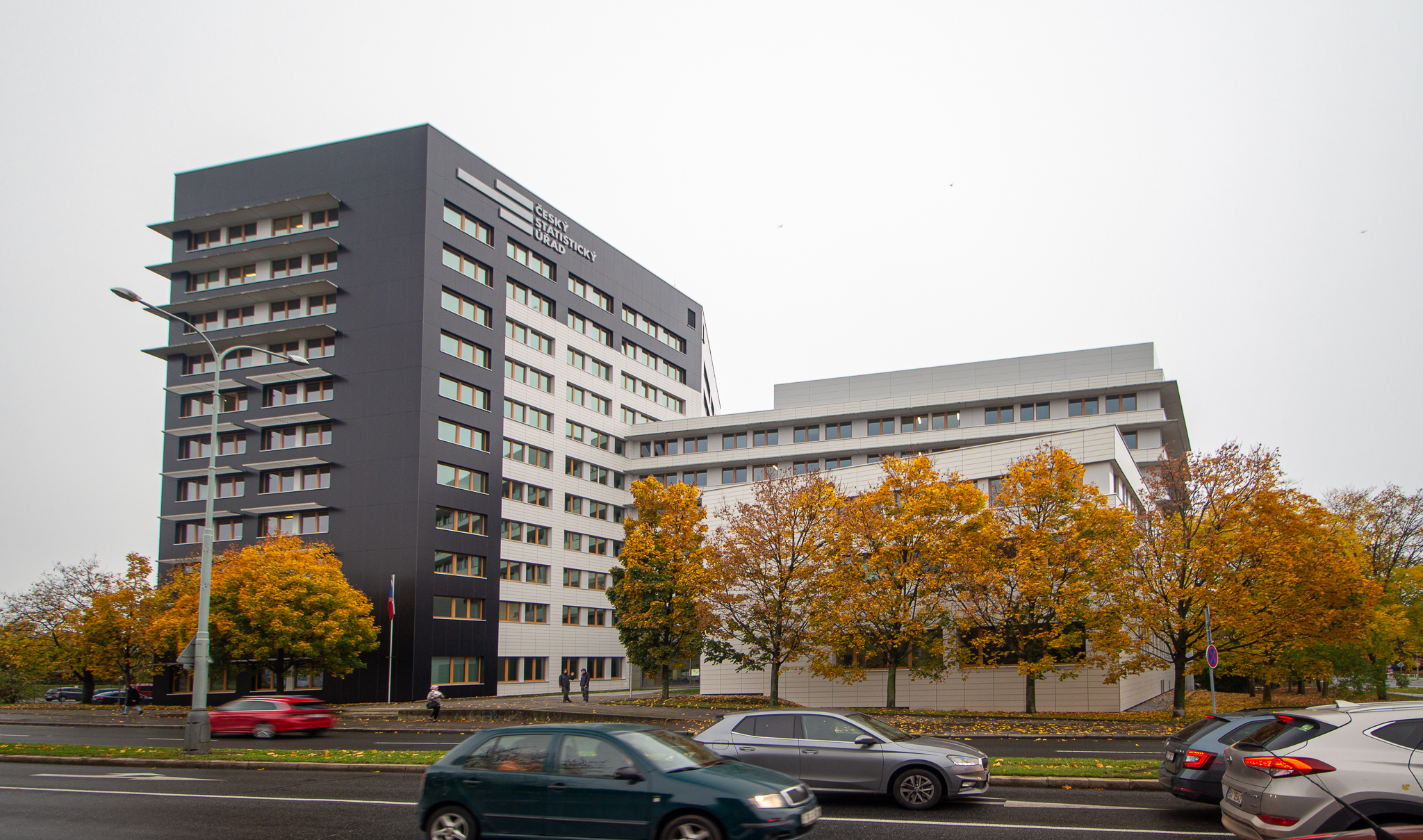
Sitz des ČSÚ in Prag, 2023

Český statistický úřad (ČSÚ; deutsch Tschechisches Statistikamt) ist der statistische Dienst der Tschechischen Republik.

## Geschichte
Der Beginn der Statistik in Böhmen erfolgt mit der Verwaltungsreform Maria Theresias. Sie ließ 1754 die erste Volkszählung in den böhmischen Ländern durchführen. Josef Anton von Riegger veröffentlichte 1787 gefördert von Kaiser Joseph II. die „Materialien zur alten und neueren Statistik von Böhmen“. 1864 wurde das Comité für die naturwissenschaftliche Landesdurchforschung von Böhmen gegründet. Im Jahr 1870 fand in Österreich die erste moderne Volkszählung statt, am 6. März 1897 wurde das Landesstatistikamt des Königreichs Böhmen (Zemský statistický úřad Království českého) gegründet, dessen Vorsteher Karl Kořistka eine umfassende topographische Vermessung des Landes vornahm. Im Jahr 1909 wurde das erste statistische Handbuch mit einer Fülle von Daten zu Geographie, Bevölkerung, Industrie, Landwirtschaft, Finanzen und Verwaltung des Landes veröffentlicht.
Im Jahr 1919 wurde das Staatliche Statistikamt (Státní úřad statistický) in der Tschechoslowakei gegründet. Es schaffte 1920 die ersten Tabelliermaschinen von der Powers Accounting Machine Company an. Die Vorsitzenden des Statistikamts von 1919 bis 1941 waren Dobroslav Krejčí, František Weyr, Jan Auerhan und Antonín Boháč. Auerhan wurde 1942 von der Gestapo erschossen.
Nach dem kommunistischen Februarumsturz 1948 befasste sich das Statistikamt mit der Erfüllung der Fünfjahrespläne. Der Fall des Regimes durch die Samtene Revolution im Jahr 1989 machte eine unparteiische Statistik wieder möglich. Das Tschechische Statistikamt (ČSÚ) wurde mit der Teilung der Tschechoslowakei am 1. Januar 1993 als Nachfolgeorganisation des Staatlichen Statistikamts gegründet. Nachdem die Räumlichkeiten im Prager Stadtteil Karlín beim Hochwasser 2002 schwer beschädigt wurden, übersiedelte das ČSÚ 2004 in ein neues Gebäude im 10. Bezirk.